# Apsara TV
Pour les articles homonymes, voir Apsara (homonymie).
Apsara TV est une chaîne de télévision privée cambodgienne. 

## Histoire de la chaîne
Portant également localement le nom de TV 11, Apsara TV est fondée en 1996 par le groupe audiovisuel Apsara Media Group, à l'origine proche du parti du peuple cambodgien (PPC). Depuis 2006, elle est gérée par la société de communication Solaris International. En 2009, la chaîne emploie environ 150 personnes. 

## Programmes
La grille des programmes d'Apsara TV laisse une place importante au divertissement et à l'information. Diffusée en khmer ou en français sous-titré, la chaîne met l'accent sur les séries étrangères (à l'exception toutefois des programmes thaïlandais), les films, les jeux et les variétés, en particulier les émissions de karaoké, très populaires au Cambodge. 
Apsara TV ne néglige cependant pas les émissions culturelles, et consacre une partie de son temps d'antenne à des documentaires sur la culture, les traditions et l'histoire du pays. Elle produit également plusieurs journaux télévisés ainsi que des programmes consacrés à l'économie, à la jeunesse et aux femmes. Ce sont ainsi près de trois heures de programmes originaux qui sont produits quotidiennement.

## Diffusion
Chaîne généraliste diffusant 24 heures sur 24, elle émet sur le réseau hertzien de la capitale, Phnom Penh, et diffuse une version spécifique de son programme par ADSL à destination de la diaspora cambodgienne. En France, elle est incluse dans les offres de télévision par ADSL de Free, d'Orange et de SFR jusqu'en 2010.